# Арбон (Швајцарска)
Арбон (фр. Arbon, итал. Arbon) је град у североисточној Швајцарској. Арбон се налази у оквиру кантона Тургау, где је седиште истоименог округа Арбон.

## Природне одлике
Арбон се налази у североисточном делу Швајцарске. Од најближег већег града, Цириха град је удаљен 85 км источно.
Рељеф: Арбон је смештен на јужној обали Боденског језера. Град се налази на приближно 400 метара надморске висине. Јужно од града издижу се Апенцелски Алпи.
Клима: Клима у Арбону је умерено континентална.
Воде: Арбон је смештен на јужној обали Боденског језера. Град је последњих деценија постао и туристичко излетиште на језеру.

## Историја
Подручје Арбона било је насељено у време праисторије, а у доба Старог Рима оно се налазило у северном делу царства. Ту је постојало утврђење.
Први помен назива данашњег града везује се за годину 771. 
Од почетка 16. до почетка 18. века овде је трајала стална борба између протестаната и римокатолика. 

## Становништво
2010. године Арбон је имао преко 13.000 становника. Од тог броја страни држављани чине 28,9%.
Језик: Швајцарски Немци чине традиционално становништво Арбона и немачки језик је званични у граду и кантону. Међутим, градско становништво је током протеклих неколико деценија постало веома шаролико, па се на улицама Арбона чују бројни други језици. Тако данас немачки говори 84,5% градског становништва, а прате га италијански (4,0%) и српски језик (2,9%).
Вероисповест: Месни Немци су у 16. веку прихватили протестантизам. Међутим, последњих деценија у граду се знатно повећао удео других вера, посебно римокатолика. Тако су данас римокатолици у већини (39,4%), затим следе протестанти (32,4%), а потом муслимани (9,0%), православци (2,9%) и атеисти (7,3%).

## Галерија слика
- Градска пешачка улица
- Стара градња у Арбону
- Протестантска црква св. Мартина
- Пристан у Арбону